# Stenotes crassicornis
Stenotes crassicornis är en stekelart som beskrevs av Henry Keith Townes, Jr. 1970. Stenotes crassicornis ingår i släktet Stenotes och familjen brokparasitsteklar. Inga underarter finns listade i Catalogue of Life.